# Rat der Evangelisch-Lutherischen Kirche Deutschlands
Der Rat der Evangelisch-Lutherischen Kirche Deutschlands (auch Lutherrat genannt) war ein im Kirchenkampf erreichter Zusammenschluss der lutherischen Landeskirchen in Deutschland. Er war der Vorläufer der Vereinigten Evangelisch-Lutherischen Kirche Deutschlands.

## Geschichte
Die Gründung des Rates der Evangelisch-Lutherischen Kirche Deutschlands wurde am 11. März 1936 durch Vertreter der Landeskirchen von Bayern, Württemberg und Hannover (die drei lutherischen Kirchen, die zu den „intakten Kirchen“ gehörten) sowie die Landesbruderräte der lutherischen Landeskirchen von Sachsen, Mecklenburg und Thüringen beschlossen und am 18. März 1936 vollzogen. Schon 1934 hatte Landesbischof August Marahrens den Lutherischen Rat gegründet, um die lutherischen Kirchen in Deutschland enger zu verbinden. Unmittelbarer Anlass der Initiative Meisers war nun die bei der vierten Bekenntnissynode im Februar 1936 in Bad Oeynhausen zutage getretene Spaltung der Bekennenden Kirche in einen „gemäßigten“ Flügel, der zu einer Zusammenarbeit mit dem Reichskirchenministerium von Hanns Kerrl bereit war, und dem „radikalen“ bzw. „dahlemitischen“-Flügel, der dies ablehnte. Insbesondere den Anspruch der Bekenntnissynode, die einzige rechtmäßige evangelische Kirche in Deutschland zu sein, sahen die Vertreter des Luthertums als Angriff auf die Landeskirchen und als Missachtung des Bekenntnisses. Mit der Bildung des Lutherrates und der einen Tag später erfolgten Wahl der Zweiten Vorläufigen Kirchenleitung ohne Vertreter des konfessionellen Luthertums war die Spaltung der Bekennenden Kirche vollzogen.
Der Lutherrat, dem sich bald die Landesbruderräte weiterer Landes- und Provinzialkirchen anschlossen, beanspruchte, „die gemeinsame geistliche Leitung für die lutherischen Kirchen und Werke wahr(zunehmen), die sich der Bekennenden Kirche zugeordnet halten.“ Das Endziel des Rates war, eine Evangelisch-lutherische Kirche Deutschlands unter einem einheitlichen lutherischen Kirchenregiment zu schaffen. Vertreten war auch die evangelisch-lutherische (altlutherische) Kirche.
Der Rat bestand zuerst aus den Bischöfen August Marahrens, Hans Meiser, Hugo Hahn und Theophil Wurm sowie Oberkirchenrat Thomas Breit (Bayern), Niklot Beste (Mecklenburg), Ernst Otto (Thüringen) und Hanns Lilje. Vorsitzender war bis 1938 Breit, anschließend Landesbischof Meiser. Ihr Stellvertreter war ab Oktober 1936 Paul Fleisch. Leiter des Sekretariats in Berlin wurde Lilje. Ein weiterer Mitarbeiter war 1936–1938 Christian Stoll, der 1945 die Leitung übernahm; nach seinem Tod im Dezember 1946 übernahm Ernst Kinder die Stelle. Außerdem arbeitete Oberkirchenrat Walter Zimmermann ab 1946 in der Geschäftsstelle mit.
Nachdem nach Ende des Zweiten Weltkriegs im August 1945 in Treysa die Evangelische Kirche in Deutschland provisorisch gegründet worden war, nahmen die Vertreter des Lutherrates regen Anteil an der Ausarbeitung einer Verfassung. Gegen die Bestrebungen von Meiser und Stoll zur Gründung einer großen lutherischen Kirche, der sich auch die lutherisch geprägten Provinzen und Gemeinden der unierten Kirchen anschließen sollten, setzte sich in der 1948 in Eisenach verabschiedeten Verfassung der von Wurm betriebene Kompromiss durch, wonach die EKD als „Bund lutherischer, reformierter und unierter Kirchen“ konstituiert wurde. Die lutherischen Landeskirchen (ohne Oldenburg und Württemberg) gründeten ihrerseits die Vereinigte Evangelisch-Lutherische Kirche Deutschlands, die an die Stelle des Lutherrates trat.

## Vertreter der Landeskirchen und Bruderräte

### Bayern
- Hans Meiser (Gründungsmitglied)
- Otto Bezzel, ab 1947
- Wilhelm Bogner, bis 1946
- Wilhelm Eichhorn, 1947
- Hans Meinzolt, 1937
- Georg Merz, 1945
- Ernst Kinder, 1947
- Christian Stoll, 1946

### Braunschweig
- Reinhold Breust, 1946
- Martin Erdmann, 1946
- Helmuth Johnsen, 1936, 1938, 1939
- Heinrich Lachmund, 1937, 1938
- Friedrich Lambrecht, 1937, 1938
- Friedrich Linke, 1947
- Karl Adolf von Schwartz, 1937 bis 1939
- Hans Eduard Seebaß

### Danzig
- Werner Göbel, 1945

### Elsass-Lothringen
- Karl Peter Maurer

### Eutin
- Wilhelm Kieckbusch, 1946

### Hamburg
- Friedrich Wilhelm von Boltenstern, 1947
- Volkmar Herntrich, ab 1945
- Simon Schöffel, ab 1945

### Hannover
- Gustav Ahlhorn, 1946
- Friedrich Bartels, 1938
- Johannes Bosse, 1936
- Heinz Brunotte, ab 1946
- Friedrich Duensing, 1937, 1938
- Arnold Fratzscher, 1945
- Eberhard Klügel, 1936
- Hanns Lilje (Gründungsmitglied)
- Wilhelm Mahner, ab 1945
- August Marahrens, bis 1947
- Gerhard Niemann, 1946
- Johannes Schulze, 1947

### Lippe (lutherische Klasse)
- Theodor Brandt, 1947
- Erich Eichhorst, 1947
- Walter Engelbert, 1947
- Adolf Ohnesorg, 1945, 1946
- Hermann Peters (Gründungsmitglied)
- Adolf Rohlfing, 1948

### Lübeck
- Axel Werner Kühl
- Werner Lobsien, 1945
- Bruno Meyer, 1947
- Johannes Pautke, ab 1945

### Mecklenburg
- Niklot Beste (Gründungsmitglied)
- Georg Steinbrecher, 1947

### Posen
- Carl Brummack, 1945

### Sachsen
- Horst Fichtner, 1936
- Johannes Ficker, 1936 bis 1939
- Karl Fischer, 1936, 1939
- Wilhelm Flor, 1936 bis 1938
- Willy Gerber, 1936
- Hugo Hahn (Gründungsmitglied)
- Arndt von Kirchbach, 1936
- Hermann Klemm, 1947
- Gottfried Knospe, 1948
- Erich Kotte, 1938, 1947
- Franz Lau, 1947
- Walter Lindner, 1947
- Reimer Mager, 1947
- Georg Prater, 1947
- Fritz Riebold, 1947
- Heinrich Schumann, 1947
- Adolf Wendelin, 1936, 1937

### Schaumburg-Lippe
- Wilhelm Henke

### Schlesien
- Otto Zänker, ab 1939

### Schleswig-Holstein
- Wilhelm Halfmann, 1938, ab 1946
- Wilhelm Knuth, 1938
- Johann Schmidt, 1947
- Johannes Tramsen, 1938, 1939
- Hans Treplin, 1938

### Thüringen
- Gerhard Bauer, 1936, 1938
- Heinrich Metz, 1936
- Moritz Mitzenheim, ab 1947
- Ernst Otto (Gründungsmitglied)
- Wolfgang Schanze, 1937 bis 1939
- Alvin Schmidt
- Werner Sylten, 1936, 1939

### Württemberg
- Eugen Gerstenmaier, 1945
- Hermann Müller, 1938
- Wolfgang Metzger, 1946, 1947
- Wilhelm Pressel, 1936 bis 1939
- Theodor Schlatter, ab 1946
- Adolf Schnaufer, 1947
- Theophil Wurm, bis 1947

### Ständiger Gast
Als ständiger Gast für die Evangelisch-lutherische Kirche in Preußen:
- Gottfried Nagel, bis 1944
- Matthias Schulz